# Arktisk halsbandslämmel
Arktisk halsbandslämmel (Dicrostonyx torquatus) är en däggdjursart som först beskrevs av Peter Simon Pallas 1778.  Dicrostonyx torquatus ingår i släktet halsbandslämlar, och familjen hamsterartade gnagare. IUCN kategoriserar arten globalt som livskraftig. Inga underarter finns listade.
Denna lämmel förekommer i ryska Arktis, på Kamtjatka och på flera arktiska öar. Arten vistas där i tundran och i angränsande habitat. Den bygger underjordiska bon och äter unga växtskott, bär, blad och andra växtdelar. Individerna bildar kolonier och kan vara aktiva på dagen och på natten. Honor har två eller tre kullar per år med 5 eller 6 ungar per kull.
Arten når en kroppslängd (huvud och bål) av 11 till 17,7 cm, en svanslängd av 1 till 2 cm och en vikt av 30 till 112 g. Djurets sommarpäls har en gulgrå till mörkgrå färg med några mer rödbruna ställen. Även fötternas sulor är tät täckta av hår. Arktisk halsbandslämmel har en helt vit vinterpäls. Öronen är små och gömda i pälsen.
Individerna uppsöker under sommaren tundrans höga, torra och klippiga områden. De vilar i jordhålor eller mellan klippor. Födan utgörs under den varma årstiden av buskar, örter och halm. Efter snöfall gräver denna lämmel boet mellan markytan och snötäcket eller direkt i snötäcket. Den äter under vintern främst unga skott av vide, blad, kvistar och bark.